# Tobias Levels
Tobias Levels (Tönisvorst, 22 november 1986) is een Duits-Nederlands voormalig voetballer, die bij voorkeur als verdediger speelde.
Levels is geboren als zoon van in Duitsland wonende Nederlanders. Hij heeft naast het Nederlandse ook het Duitse staatsburgerschap ontvangen. Hij speelde in de jeugd bij SV St.Tönis, KFC Uerdingen 05 en Borussia Mönchengladbach. In het seizoen 2006/07 speelde hij voornamelijk voor Borussia Mönchengladbach II maar debuteerde hij ook in het eerste elftal.
In 2011 vertrok hij op huurbasis naar Fortuna Düsseldorf. Die club nam hem definitief over. Nadat zijn contract medio 2014 afliep zat Levels enige tijd zonder club. In november van dat jaar tekende hij bij FC Ingolstadt, waarmee hij op 17 mei 2015 kampioen van de 2. Bundesliga werd. In 2018 stopte Levels met voetbal.

## Statistieken
| Seizoen        | Club                        | Land      | Competitie        | Wed. | Goals |
| -------------- | --------------------------- | --------- | ----------------- | ---- | ----- |
| 2006/07        | Borussia Mönchengladbach    | Duitsland | Bundesliga        | 12   | 0     |
| 2006/07        | Borussia Mönchengladbach II | Duitsland | Regionalliga Nord | 15   | 1     |
| 2007/08        | Borussia Mönchengladbach    | Duitsland | 2. Bundesliga     | 27   | 0     |
| 2008/09        | Borussia Mönchengladbach    | Duitsland | Bundesliga        | 17   | 1     |
| 2008/09        | Borussia Mönchengladbach II | Duitsland | Regionalliga West | 1    | 0     |
| 2009/10        | Borussia Mönchengladbach    | Duitsland | Bundesliga        | 32   | 0     |
| 2010/11        | Borussia Mönchengladbach    | Duitsland | Bundesliga        | 22   | 0     |
| 2011/12        | Fortuna Düsseldorf (huur)   | Duitsland | 2. Bundesliga     | 26   | 0     |
| 2012/13        | Fortuna Düsseldorf          | Duitsland | Bundesliga        | 19   | 0     |
| 2013/14        | Fortuna Düsseldorf          | Duitsland | 2. Bundesliga     | 30   | 0     |
| 2014/15        | FC Ingolstadt               | Duitsland | 2. Bundesliga     | 19   | 0     |
| 2015/16        | FC Ingolstadt               | Duitsland | Bundesliga        | 16   | 1     |
| 2016/17        | FC Ingolstadt               | Duitsland | Bundesliga        | 10   | 0     |
| 2017/18        | FC Ingolstadt               | Duitsland | 2. Bundesliga     | 24   | 0     |
| Totaal         | Totaal                      | Totaal    | Totaal            | 270  | 3     |
| Bijgewerkt tot | 20 november 2020            |           |                   |      |       |

## Erelijst
Borussia Mönchengladbach
- 2. Bundesliga

2008
 Ingolstadt
- 2. Bundesliga

2014/15